# Ѕ
Ѕ, ѕ (Dze) – litera cyrylicy używana w języku macedońskim. Reprezentuje spółgłoskę [dz]. Z wyglądu przypomina łacińską literę S.

## Kodowanie
| Znak                   | Ѕ                           | Ѕ                           | ѕ                         | ѕ                         |
| ---------------------- | --------------------------- | --------------------------- | ------------------------- | ------------------------- |
| Nazwa w Unikodzie      | Cyrillic Capital Letter Dze | Cyrillic Capital Letter Dze | Cyrillic Small Letter Dze | Cyrillic Small Letter Dze |
| Kodowanie              | dziesiątkowo                | szesnastkowo                | dziesiątkowo              | szesnastkowo              |
| Unicode                | 1029                        | U+0405                      | 1109                      | U+0455                    |
| UTF-8                  | 208 133                     | d0 85                       | 209 149                   | d1 95                     |
| Odwołania znakowe SGML | &#1029;                     | &#x0405;                    | &#1109;                   | &#x0455;                  |
| Macintosh Cyrillic     | 193                         | C1                          | 207                       | CF                        |
| ISO 8859-5             | 165                         | A5                          | 245                       | F5                        |
| Windows-1251           | 189                         | BD                          | 190                       | BE                        |
| Code page 855          | 137                         | 89                          | 136                       | 88                        |